# Денис Бергкамп
Денис Николас Марија Бергкамп (хол. Dennis Nicolaas Maria Bergkamp; Амстердам, 10. мај 1969) бивши је холандски фудбалер и фудбалски тренер. На почетку каријере је био бочни везни играч, затим је био центарфор, да би затим заиграо на позицији полушпица, на којој је играо до краја каријере. Јан Мулдер га је описао као „Холанђанина са најбољом техником”, док је његов саиграч Тијери Анри изјавио да је Бергкамп „сан за нападача”.
Син електричара, Бергкамп је рођен у Амстердаму и играо је аматерски фудбал у нижим лигама. Са 11 година запазио га је Ајакс, а прву професионалну утакмицу одиграо је 1986. године. Добра форма довела је до позива у репрезентацију годину дана касније, што је привукло многе европске клубове. Бергкамп је 1993. године прешао у италијански клуб Интер, где је имао две разочаравајуће сезоне. Након што се придружио Арсеналу 1995. године, оживео је своју каријеру и помогао клубу да освоји три Премијер лиге, четири ФА купа и да стигне до финала Лиге шампиона 2006. године, која је уједно и било његова последња утакмица у играчкој каријери. Године 1998. Бергкамп је постао најбољи стрелац Холандије свих времена. Овај рекорд су касније престигли Патрик Клојверт, Робин ван Перси и Клас-Јан Хунтелар.
Сматран за једног од најбољих фудбалера своје генерације, Бергкамп је био други и трећи у избору ФИФА за фудбалера године, а Пеле га је изабрао као једног од најбољих ФИФА 100 живих фудбалера. Године 2007. ушао је у Енглеску фудбалску кућу славних и тако постао први и до сада једини холандски фудбалер коме је то пошло за руком. Због свог страха од летења, навијачи Арсенала су га назвали „Не-летећи Холанђанин”.

## Детињство и младост
Рођен је у Амстердаму као најмлађи од четири сина Вима и Тони Бергкамп
. Одрастао је у предграђу у коме је живела радничка класа и чија је породица тежила да достигне статус средње класе. Његов отац, електричар и аматерски фудбалер у нижим лигама, дао му је име по Шкотском нападачу Денису Лоу. Да би се уклопио са холандским обичајима о давању имена, његов отац је додао још једно слово "н" његовом имену, јер у регистру нису хтели да га прихвате. Бергкамп је одгајан као католик и редовно је присуствовао црквеним службама током свог детињства. Иако је у каснијим годинама изјавио да га посета цркви не привлачи толико, Бергкамп је и даље верник.

## Клупска каријера

### Ајакс
Бергкапм је прошао Ајаксову омладинску школу, након што се са 11 година придружио клубу. Дебитовао је код тренера Јохана Кројфа 14. децембра 1986. године у мечу против Роде, који је Ајакс добио резултатом 2-0. Свој први гол у сениорској конкуренцији, постигао је 22. фебруара 1987. године против Харлема, у мечу у којем је његов тим славио резултатом 6-0. У сезони 1986/87. уписао је 23 наступа за свој тим, укључујући и деби у европским такмичењима против Малмеа у Купу победника купова. Ајакс је освојио ово такмичење победивши Локомотиву Лајпциг 1-0, а Бергкамп је ушао у игру у 66. минуту.
У наредним сезонама, Бергкамп је постао стандардни првотимац. Ово се догодило у веома успешном периоду за Ајакс, пошто је клуб, први пут у последњих пет година успео да освоји титулу првака у сезони 1989/90. Следеће сезоне постигао је 29 голова на 36 утакмица и постао најбољи стрелац лиге, заједно са нападачем ПСВ Ајндховена Ромариом. Ајакс је освојио Куп УЕФА 1992. године савладавши у финалу Торино због постигнутих голова у гостима. Дана 20. маја 1993. године победили су Херенвен 6-2 у финалу купа Холандије. Бергкамп је био најбољи стрелац Ередивизије од 1991. до 1993. и изабран је за најбољег холандског фудбалера 1992. и 1993. године. За клуб из свог родног града постигао је 122 гола на 239 утакмица.

### Интер
Бергкапм је након одличних партија у дресу Ајакса привукао пажњу неколико европских клубова. Интересовање је показао и Реал Мадрид, али га је Кројф саветовао да не прелази у мадридски клуб. Бергкамп је желео да игра у Италији. Сматрао је Серију А "најјачом лигом у то време" и желео је да игра за Јувентус, или Интер. Дана 16. фебруара 1993. године Бергкамп је заједно са својим саиграчем из Ајакса Вимом Јонком прешао у Интер за суму од 7,1 милиона фунти. Након потписивања Бергкамп је изјавио: "Интер испуњава сва моја очекивања. Најважнија ствар за мене је био стадион, људи у клубу и начин на који игра Интер".
Бергкамп је дебитовао за Интер против Ређиане 29. августа 1993. на Сан Сиро стадиону, у мечу који је његова екпипа добила резултатом 2-1. Свој први гол у новом клубу постигао је против Кремонезеа у септембру 1993. године, али је током сезоне имао проблема са добро организованим одбранама италијанских клубова, па је до краја сезоне успео да постигне само седам голова. То је било делом што тренер Освалдо Бањоли није могао да нађе сталног партера Бергкампу у нападу, већ је преферирао да игра са три нападача, па су му друштво у нападу правили Уругвајац Рубен Соса и Италијан Салваторе Скилачи. Лоше игре Интера довеле су до смене тренера Бањолија у фебруару 1994. кога је заменио Ђиампјеро Марини члан италијанске репрезентације која је освојила Светско првенство 1982. године. Клуб је завршио 13. у Серији А и за само једно место избегао испадање из лиге, али је у освојио Куп УЕФА, након што је у финалу савладао Аустрију Салцбург након два меча укупним резултатом 2-0. Бергкамп је био најбољи стрелац такмичења са осам постигнутих голова, а у мечу прве рунде против Рапида из Букурешта постигао је хет-трик.
У његовој другој сезони у Интеру, клуб је поново променио тренера, па је на чело клуба дошао Отавио Бијанки. Бергкамп је имао лошу сезону, мучиле су га повреде и био је преморен након Светског првенства 1994. године. Успео је да постигне 5 гола на 26 утакмица. Ван терена, његов однос са италијанским новинарима и навијачима постао је лош. Његова стидљива личност и склоност да након мечева одлази кући, били су тумачени као апатија. Због његових лоших партија на терену један италијански лист преименовао је награду коју је додељивао за најгорег играча недеље из L'asino della settimana (Магарац недеље) у Bergkamp della settimana (Бергкамп недеље). Интер је сезону завршио на шестом месту и није успео да одбрани титулу првака УЕФА купа, пошто је тим елиминисан у другој рунди. У фебруару 1995. године, клуб је купио италијански бизнисмен и навијач Интера Масимо Морати, који је обећао велика улагања у тим. Бергкампова будућност у првом тиму била је неизвесна након доласка новог газде, нарочито након куповине Мауриција Ганца.

### Арсенал
Како се Морати спремао да направи велике промене у клубу, Бергкамп је напустио Интер и прешао у Арсенал, који је за њега платио 7,5 милиона фунти. Он је био прво појачање тренера Бруса Риоча, а његов трансфер је оборио клупски рекорд у висини трансфера, који је до тада износио 2,5 милиона фунти. Бергкампов долазак у клуб био је значајан, не само зато што је он био већ реномирани интернационални фудбалер, који је имао најбоље године пред собом, већ и због тога што је био један од кључних фактора у враћању Арсенала на стазе успеха, након неуспеха средином деведесетих. У првој утакмици сезоне 1995/96. бергкамп је дебитовао за нови клуб против Мидлсброа. Мучио се да се привикне на енглески фудбал и није успео да постигне гол на првих шест мечева, што је изазвало подсмехе енглеских новина. Дана 23. септембра Бергкамп је постигао свој први гол у дресу Арсенала против Саутхемптона на Хајберију. Завршио је сезону са 33 одигране утакмице и 11 постигнутих голова. Помогао је Арсеналу да заврши на петом месту и обезбеди учешће у УЕФА Купу тако што је постигао одлучујући гол против Болтона у последњем колу првенства.
Долазак Аесена Венгера на место тренера Арсенала у септембру 1996. године, представљало је прекретницу у Бергкамповој каријери. Венгер који је радио као тренер у Француској и Јапану, препознао је Бергкампов таленат и желео је да га користи као предводника нападачке игре свог тима. Обојица су била заговорници континенталног стила нападачког фудбала, а Венгерова одлука да заведе строг здравствени и кондициони режим, задовољавала је Бергкампа. Иако је у сезони 1996/97. одиграо мање утакмица, имао је већи утицај на тим, забележивши 13 асистенција. Против Тотенхема у новембру 1996. године у 88. минуту меча, асистирао је капитену Тонију Адамсу који је волејем донео победу свом тиму. Затим је у зауставном времену постигао гол, контролисао је лопту левом ногом на малоп простору, успео да прође свог чувара и да се намести за ударац. Свој први цврени картон добио је против Сандерленда у јануару 1997. године након старта високо подигнутом ногом над везним играчем Полом Брејсвелом у 26. минуту утакмице. Арсенал је тај меч изгубио резултатом 1-0, али је низом од 8 победа у последњих 16 мечева обезбедио треће место, али им је место у Лиги шампиона измакло, јер је Њукасл имао бољу гол разлику.
Бергкамп је био кључан играч Арсенала у следећој сезони и помогао је клубу да освоји лигу и куп и тако освоји дуплу круну. Био је најбољи стрелац тима са 22 постигнута гола. Арсеналов успех био је још већи, ако се зна да су многи у децембру 1997. године отписали Арсенал, али је екипа Арсена Венгера на крају успела да заврши на првом месту испред браниоца титуле Манчестер јунајтеда са само бодом предности. На почетку сезоне 23. августа 1997. године Бергкамп је постигао свој први хет-трик против Лестера у гостима. Трећи гол, за који каже да му је најдражи у дресу Арсенала, псотигао је на сјајан начин, примио је лопту левом ногом, пребацио поред свог чувара Мета Елиота жонглирањем и упутио ударац десном ногом, а лопта је завршила у голу Лестера. Тренер Лестера Мартин Онил признао је: "Бергкампов хет-трик био је најлепши који сам икада видео". У реванш утакмици четвртфинала ФА купа против Вест Хема добио је црвени картон због ударања лактом противничког играча Стива Ломаса и зарадио суспензију од 3 утакмице. Након што је зарадио повреду тетиве 29. априла 1998. године против Дарби каутија, пропустио је остатак сезоне и финале ФА купа. Изабран је за најбољег играча Премијер лиге и постао тек трећи странац коме је припала част да понесе звање најбољег играча у енглеском фудбалу.
Након успешног наступа на Светском првенству 1998. године са репрезентацијом Холандије, Бергкамп је имао још једну добру сезону у Арсеналу. Арсенал није успео да одбрани титулу у Премијер лиги. Екипа је поражена у последњем колу првенства и завршила је на другом месту, са само једним бодом мање од првопласираног Манчестер јунајтеда. Бергкамп је био други стрелац свог тима, са 16 постигнутих голова. Тим је такође поражен и у реванш утакмици ФА купа против Манчестер јунајтеда у априлу 1999. године. При резултату 1-1 у зауставном времену утакмице, Фил Невил је срушио играча Арсенала Реја Парлоа у шеснаестерцу и досуђен је пенал за екипу Арсенала. Бергкамп је извео пенал, али је његов ударац одбранио голман Петер Шмејхел. У другом продужетку утакмице Рајан Гигс постиже гол, који многи сматрају најлепшим у историји такмичења и доноси победу свом тиму. Након овог промашаја Бергкамп није извео ниједан пенал до краја своје каријере.
Сезона 1999/00. показала се фрустрирајућом за Арсенал и Бергкампа. Клуб је завршио на другом месту у лиги, са 18 бодова мање од првопласираног Манчестер јунајтеда. Поред тога екипа је након пенала поражена у финалу УЕФА купа од Галатасараја. Одлазак сународника Марка Овермарса и француског везисте Емануела Петија пре крај сезоне, изазвали су нагађања о Бергкамповој будућности у клубу. Међутим, у децембру 2000. године постигао је договор о продужетку уговора. Упркос бројним појачањима у сезони 2000/01. Арсенал је по трећи пут за редом завршио на другом месту. Долазак Анрија и Вилторда у клуб као главних нападача, условио је да Бергкамп добије мање шансе у првом тиму. У поразу свог тима против Ливерпула у финалу ФА купа 2001. године, ушао је са клупе пред крај утакмице.
Сезона 2000/01. је коначно била успешна. Арсенал је освојио титулу првака енглеске, победом у претпоследњем колу сезоне против Манчестер јунајтед на Олд Трафорду, и тако освојио дуплу круну, други пут откако је Венгер тренер, пошто је само четири дана пре тога Арсенал у финалу ФА купа победио Челси резултатом 2-0. Бергкпам је одиграо 33 меча и забележио 15 асистенција, међу којима је и она против Јувентуса у другом делу групне фазе Лиге шампиона. Налазио се између два противничка играча, али је успео да им умакне и заврне лопту у шеснаестерац до Фредерика Јунгберга који је постигао гол. Дана 22. јануара 2002. године постигао је гол главом у победи над Ливерпулом у четвртом колу ФА купа, али је у истој утакмици добио црвени картон након старта са две ноге над Џејмијем Карагером, који је такође на овој утакмици искључен, јер је бацио новчић у публику. Бергкамп је кажњен са три утакмице неиграња (две у лиги, и једном у купу). Жалио се на забрану, али безуспешно. Вратио се након забране 3. марта 2002. против Њукасла. Рано током меча, Робер Пирес је одиграо пас по земљи за Бергкампа који се налазио на ивици противничког шеснаестерца, леђима окренут ка голу. Иако је био под притиском свог чувара Никоса Дабизаса гурнуо је лопту на прву поред њега, заобишао га и прецизно послао лопту у доњи десни угао противничког гола. Венгер описује овај гол као "невероватан" и додаје: "Ово није само невероватан гол, већ и веома важан за нас, уживао сам гледајући га". Бергкамп је одиграо девет од последњих десет утакмица и био веома продуктиван у тандему са Јунгбергом.
"Не можете никога кривити за то. Једноставно морате да прихватите да је Бергкамп урадио прелепу ствар"— Сер Боби Робсон о Бергкамповом голу против Њукасла у марту 2002. године
У сезони 2002/03. Бергкамп је постигао свој 100. гол у дресу Арсенала у утакмици трећег кола кола ФА купа против Оксфорда одиграној 4. јануара 2003. године. Арсенал није успео да освоји лигу, иако је у марту 2003. имао осам бодова више у односу на другопласирану екипу. Међутим, успели су да другу годину за редом освоје ФА куп, пошто су у финалу савладали екипу Саутхемптона. Дана 20. јула 2003. године Бергкамп је продужио уговор са клубом, на још годину дана. Сезона 2003/04. била је веома успешна за Бергкампа. Арсенал је освојио титулу без иједног пораза и постао први енглески тим који је остварио такав успех. У мечу последњег кола првенства против Лестера пи резултату 1-1, асистирао је Патрику Вијери који је постигао гол и донео победу Арсеналу. Тим који је називан "Непобедиви", није успоставио сличну доминацију у Европи. Тим је поражен у четвртфиналу Лиге шампиона од Челсија, који је био бољи након два одиграна меча. Бергкамп је након завршетка сезоне потписао нови уговор са Арсеналом.
У сезони 2004/05. Бергкамп је био у стартној постави на 29 утакмица, али његов тим није успео да одбрани титулу првака. Арсенал је завршио на другом месту, са 12 бодова мање од првопласираног Челсија. Дана 22. августа 2004. године на утакмици против Мидлсброа Бергкамп је био капитен, уместо повређеног Патрика Вијере. Арсенал је утакмицу губио резултатом 1-3, али је на крају успео да победи 5-3 и изједначи рекорд Нотингем фореста са 42 узастопна меча без пораза. У мечу ФА купа против Шефилда 19. фебруара 2005. године, добио је директан црвени картон због одгуривања Денија Калипа. Његова жалба на одлуку, је одбијена, па је морао да пропусти наредна три првенствена меча. У последњој утакмици сезоне против Евертона који је екипа Арсенала добила резултатом 7-0, Бергкамп је проглашен за играча утакмице, пошто је постигао један, а асистирао за три гола свог тима. Дирнули су га навијачи Арсенала који су скандирали "још једну годину", описујући га као "веома посебног". "Очигледно осећају, да је остала још једна година за мене, то је дивно пошто показују да имам њихову пуну подршку", изјавио је Бергкамп. Након победе над Манчестер јунајтедом у финалу ФА купа 2005. године након бољег извођења пенала, продужио је уговор са Арсеналом на још годину дана.
У Бергкамповој последњој сезони у дресу Арсенала, тим је завршио на четвртом месту. У првом колу Лиге шампина против Туна постигао је гол у зауставном времену, пошто је у игру ушао као резерва у 72. минуту. Након кампање навијача Арсенала, клуб је одлучио да један од мечева које ће одиграти на стадиону Хајбери, у част последње сезоне на овом стадиону, посвети Денису Бергкампу. "Бергкампов" дан одржан је 15. априла 2006. године, на мечу против Вест Бромвич албиона. Одана је почаст играчевом доприносу клубу, а навијачи су му поклонили наранџасту мајицу са натписом "ДБ 10" - боја његовог националног тима, иницијали и број који је носио у клубу. Бергкамп је у игру ушао као резерва у другом полувремену и асистирао Роберу Пиресу код гола, пар тренутака након што је Вест Бромвич изједначио резултат. Бергкампов гол у 89. минуту испоставио се као његов последњи у такмичарским утакмицама за Арсенал. У финалу Лиге шампиона против Барселоне Бергкамп је био на клупи за резерве, али није улазио у игру. У тој утакмици Барселона је постигла два гола у последња 13 минута утакмице и освојила ово такмичење.
Бергкамп је био у центру пажње у првој утакмици одиграној на новом стадиону Арсенала. Дана 22. јула 2006. године одржана је опроштајна утакмица у његову част на новом стадиону између Арсенала и његовог првог клуба Ајакса. Бергкамп је извео почетни ударац са својим оцем Вимом и сином Мичелом. Сво четворо његове деце, били су маскоте утакмице. Прво полувреме одиграли су играчи који су тада играли за Арсенал и Ајакс, док су у другом полувремену наступиле легенде и његови бивши саиграчи. Неки од играча који су наступали за Арсенал су Ијан Рајт, Патрик Вијера, Марк Овермарс, Емануел Пети и Дејвид Симан, док су за Ајакс играли Кројф, Марко ван Бастен, Дени Блинд, Франк и Роналд де Бур. Арсенал је добио утакмицу резултатом 2-1, головима Анрија и Кануа. Клас-Јан Хунтелар је довео у предност екипу Ајакса и тако постао први играч који је постигао гола на Емирејтс стадиону.

## Репрезентација
Бергкамп је свој први меч за репрезентацију Холандије одиграо против Италије 26. септембра 1990. године, када је као резерва ушао уместо Франка де Бура. Свој први гол постигао је против Грчке 21. новембра 1990. године. Бергкамп је изабран у тим за Европско првенство 1992. године, на којем је његов тим бранио титулу првака. Иако је оставио добра утисак, постигао три гола, Холандија је након пенала испала од Данске, која је на крају освојила првенство.
У квалификацијама за Светско првенство 1994. постигао је 5 голова и био изабран у тим који ће играти у САД. Одиграо је на свакој утакмици и постигао гол против Марока у групној фази такмичења и против Републике Ирске у осмини финала. Бергкамп је постигао други гол за Холандију у четвртфиналу против Бразила, али је његов тим изгубио утакмицу резултатом 3:2 и испао из такмичења. На Европском првенству 1996. године постигао је гол против Швајцарске и асистирао Патрику Клојверту код утешног гола против Енглеске, која је прошла у четвртфинале.
У мечу против Велса у квалификацијама за Светско првенство 1998. године 9. новембра 1996. године постигао је свој први хет-трик у дресу репрезентације. Холандија је била прва у групи и пласирала се на Светско првенство, које се одржавало у Француској. Бергкамп је на такмичењу постигао три гола, укључујући и гол за памћење у последњем минуту четвртфиналне утакмице против Аргентине. Франк де Бур је упутио пас ка Беркампу удаљеном 50 метара, који је једним контактом примио лопту, гурнуо је поред Роберта Ајале и снажним волеј ударцем спољним делом стопала сместио лопту иза леђа голмана. Гол, за који је Бергкапм рекао да му је најдражи у каријери, био је његов 36. у дресу репрезентације и њиме је престигао Фаса Вилкеса на листи најбољих стрелаца репрезентације. У полуфиналу, Холандија је изгубила од Бразила након пенала, пошто је у регуларном делу резултат био 1:1. Бергкамп је изабран у најбољи тим првенства, заједно са саиграчима Франком де Буром и Едгаром Давидсом.
Дана 9. октобра 1999. године Бергкамп је постигао свој последњи гол за Холандију против Бразила. Пошто је Холандија била један од организатора Европског првенства 2000. године, аутоматски се квалификовала на исто и била један од фаворита за освајање медаље. У полуфиналу Холандија је изгубила од Италије након пенала резултатом 3:1. Након пораза Бергкамп је најавио повлачење из репрезентације, како би се фокусирао на клупску каријеру. Његов рекорд од 37 голова на 79 утакмица, оборио је Патрик Клојверт 2003. године.

## Тренерска каријера
Након повлачења, Бергкамп је инсистирао на томе да неће постати тренер. Одбио је понуду Арсенала да ради као скаут и посветио је своје време путовањима и својој породици. Међутим, у априлу 2008. године завршио убрзани тренерски курс за бивше Холандске репрезентативце и постао тренер приправник у Ајаксу. Након што је завршио тренерски курс Фудбалског савеза Холандије, 26. октобра 2008. године постаје помоћни тренер Јохану Нејскенсу у новоформираном Б тиму репрезентације Холандије. У сезони 2008/09. Бергкамп се вратио у Ајакс и био тренер млађих категорија (играчи до 12 година). Након доласка Франка де Бура на место првог тренера Ајакс, Бергкамп је постао помоћни тренер омладинске екипе (играчи до 21. године).
У августу 2011. године Бергкамп је постао помоћник Франку де Буру у првом тиму Ајакса.

## Аерофобија
Због свог страха од летења Бергкамп је добио надимак "Не-летећи Холанђанин". Све то је почело када је са репрезентацијом Холандије путовао на Светско првенство 1994. године, када је мотор авиона престао да ради, што је навело једног новинара да се нашали да има бомбу у торби. Након овог инцидента, Бергкамп је одлучио да више неће летети, али је размотрио могућност да потражи помоћ психијатра. 
"Имам овај проблем са којим морам да живим. Не могу ништа да урадим о том питању, то је ствар психолошке природе и не могу је објаснити. Нисам летео авионом две године. Фудбалски савез Холандије и Арсенал су имали разумевања до сад. Размишљам да потражим помоћ психијатра. Не могу летети. Једноставно се заледим. Успаничим се. Почиње дан раније, када не могу да спавам."
Стање је увелико умањило његове шансе да игра мечеве у гостима у европским такмичењима и да путује са репрезентацијом. У неким случајевима, путовао је аутом или возом, али на неким мечевима била је таква ситуација да није могао уопште да да отпутује. Пред утакмицу са Олимпик Лионом у фебруару 2001. године Венгер је говорио како је забринут зато што Бергкамп путује аутом или возом, зато што долази до великог замора играча.

## Стил игре
Бергкамп је ученик школе фудбала Total football која је инсистирала на свестраности у игри. Ово су радили да би максимално искористили фудбалски потенцијал младих играча. Сваки играч је играо на свим позицијама на терену, пре него што би му пронашли позицију која му највише одговара. Сви тимови млађих категорија играли су у истој формацији као први тим Ајакса: 4-3-3, како би омогућили сваком играчу, да лако нађу место у тиму у старијем узрасту. Бергкамп је играо на свакој позицији, изузев голмана и верује да је много добио тиме што је играо као одбрамбени играч, пошто му је помогло да "разуме шта је потребно да прође поред одбрамбеног играча". Када је први пут дебитовао као резерва у утакмици против Роде, играо је на позицији десног крила, на којој је играо наредне три године.
Док је играо у Интеру пребачен је на позицију нападача, али није добро сарађивао са својим колегом Рубеном Сосом, којег је касније називао "себичним". Када је прешао у Арсенал 1995. године био је успешан у нападу са Рајтом, а у каснијим сезонама са Анелком и Анријем играјући на својој омиљеној позицији као креативни полушпиц. Долазак Овермарса у сезони 1997/98. утицало је на Бергкампову игру, пошто је имао више лопте у ногама. Између августа и октобра 1997. године постигао је седам голова на седам лигашких утакмица. Сличан однос развио је са Љунбергом у сезони 2001/02. Поред способности да постиже голове, Бергкамп је због своје технике, прегледа игре и прецизних пасова могао да има улогу плејмејкера, или да игра на позицији офанзивног везног играча.
Током своје играчке каријере Бергкампа су називали "преваром" и "прљавим играчем", али је те тврдње, његов бивши тренер Арсен Венгер оповргнуо. У интервјуу који је дао за Тајмс 2004. године, рекао је да док је био у Интеру, схватио да мора бити ментално јак, како би се изборио са великим притиском: "Много људи тамо покушава да вас повреди, не само физички, већ и ментално, и долазећи из мирније културе, из Холандије, морао сам да усвојим и применим оштрији приступ. Било је ситуација, када су два нападача ишла у напад против четири, или пет јаких одбрамбених играча, који ће учинити све да вас зауставе." Бергкамп је изјавио да је његова агресивност често проистицала због фрустрација на терену.

## Успеси

### Играч

#### Клуб
Ајакс
- Ередивизија: 1989/90.
- Куп Холандије (2): 1986/87., 1992/93.
- УЕФА куп: 1991/92.
- Куп победника купова: 1986/87.

Интер
- УЕФА куп: 1993/94.

Арсенал
- Премијер лига (3): 1997/98., 2001/02., 2003/04.
- ФА куп (4): 1997/98., 2001/02., 2002/03., 2004/05.
- (3): 1998., 2002., 2004.

#### Репрезентација
- Светско првенство (четврто место): 1998.

### Помоћни тренер
Ајакс
- Ередивизија (4): 2010/11., 2011/12., 2012/13., 2013/14.
- : 2013.

### Индивидуалне награде
Бергкамп је током своје играчке каријере примио неколико награда. Два пута је завршавао на трећем месту у избору за Фудбалера године (1993. и 1996. године), а именован је и у ФИФА 100, листу од 125 најбољих живих фудбалера коју је саставио Пеле. Током своје клупске каријере, два пута је изабран за најбољег фудбалера Холандије (1991. и 1992), а био је и најбољи стрелац Ердевисије три године за редом (1990/91., 1991/92. и 1992/93.). Фудбалски новинари и играчи Премијер лиге су га прогласили за најбољег играча Премијер лиге у априлу и мају 1998. године, а исте године изабран је у најбољи тим Премијер лиге за сезону 1997/98. Бергкамп је такође доживео да његови голови буду на прва три места у избору за гол месеца у емисији Match of the Day у августу 1997. године. Играјући за репрезентацију био је најбољи стрелац тима на Европском првенству 1992. године, а на Светском првенству 1998. године изабран је у Најбољи тим првенства.
У априлу 2007. године Бергкамп је постао члан Енглеске фудбалске куће славних. Годину дана касније, навијачи Арсенала су га на листи "50 најбољих тобџија" ставили на друго место, иза Тијерија Анрија, који је завршио на првом месту. У фебруару 2014. године Арсенал је открио Вергкампову статуу испред Емирејтс стадиона, како би одали почаст за све што је учинио играјући за клуб. Статуа Дениса Бергкампа биће постављена испред седишта Фудбалског савеза Холандије у Зеисту, пошто је изабран за најбољег фудбалера Холандије у периоду од 1995. до 2015. године. Статуа ће се придружити оним подигнутим једанаесторици најбољих 20. века, подигнутим 1999. године, међу којима су између осталих статуе Јохана Кројфа, Руда Гулита и Франка Рајкарда.
Списак Бергкампових индивидуалних достигнућа:
- Најбољи стрелац репрезентације Холандије: 1998-2003.[118]
- Највећи таленат у Холандији 1990. године[119]
- Најбољи стрелац Ередивизије (3): 1990/91., 1991/92, 1992/93.
- Најбољи фудбалер Холандије (2): 1991.,[119] 1992.[119]
- Најбољи стрелац Европског првенства: 1992.[120]
- Члан најбољег тима Европског првенства: 1992.[121]
- Најбољи стрелац Света: 1992.
- Златна лопта - треће место: 1992.[122]
- Златна лопта - друго место: 1993.[123]
- Најбољи фудбалер године - Бронзана награда (2): 1993.,[124] 1997.[125]
- Најбољи стрелац УЕФА купа: 1993/94.[126]
- Играч месеца Премијер лиге (4): август 1997., септембар 1997., март 2002., фебруар 2004.
- Тим године у избору асоцијације професионалних фудбалера: 1997/98.
- Играч године у избору спортских новинара: 1997/98.
- Играч године у избору асоцијације професионалних фудбалера: 1997/98.
- Гол сезоне Премијер лиге (2): 1997/98., 2001/02.
- Најбољи тим Светског првенства: 1998.[127]
- ФИФА 100
- Члан Енглеске фудбалске куће славних

## Статистика каријере

### Клуб
| Клуб              | Сезона            | Лига    | Лига   | Куп†    | Куп†   | Европа  | Европа | Укупно  | Укупно |
| Клуб              | Сезона            | Наступа | Голова | Наступа | Голова | Наступа | Голова | Наступа | Голова |
| ----------------- | ----------------- | ------- | ------ | ------- | ------ | ------- | ------ | ------- | ------ |
| Ајакс             | 1986/87           | 14      | 2      | 5       | 0      | 4       | 0      | 23      | 2      |
| Ајакс             | 1987/88           | 25      | 5      | 1       | 0      | 6       | 1      | 32      | 6      |
| Ајакс             | 1988/89           | 30      | 13     | 3       | 3      | 1       | 0      | 34      | 16     |
| Ајакс             | 1989/90           | 25      | 8      | 2       | 1      | 1       | 0      | 28      | 9      |
| Ајакс             | 1990/91           | 33      | 25     | 3       | 1      | –       | –      | 36      | 26     |
| Ајакс             | 1991/92           | 30      | 24     | 3       | 0      | 11      | 6      | 44      | 30     |
| Ајакс             | 1992/93           | 28      | 26     | 4       | 4      | 8       | 3      | 40      | 33     |
| Ајакс             | Укупно            | 185     | 103    | 21      | 9      | 31      | 10     | 237     | 122    |
| Интер Милано      | 1993/94           | 31      | 8      | 13      | 9      | 11      | 8      | 55      | 25     |
| Интер Милано      | 1994/95           | 21      | 3      | 3       | 1      | 2       | 1      | 26      | 5      |
| Интер Милано      | Укупно            | 52      | 11     | 16      | 10     | 13      | 9      | 81      | 30     |
| Арсенал           | 1995/96           | 33      | 11     | 8       | 5      | –       | –      | 41      | 16     |
| Арсенал           | 1996/97           | 29      | 12     | 4       | 2      | 1       | 0      | 34      | 14     |
| Арсенал           | 1997/98           | 28      | 16     | 11      | 5      | 1       | 1      | 40      | 22     |
| Арсенал           | 1998/99           | 29      | 12     | 8       | 3      | 3       | 1      | 40      | 16     |
| Арсенал           | 1999/00           | 28      | 6      | 0       | 0      | 11      | 4      | 39      | 10     |
| Арсенал           | 2000/01           | 25      | 3      | 5       | 1      | 5       | 1      | 35      | 5      |
| Арсенал           | 2001/02           | 33      | 9      | 6       | 2      | 7       | 3      | 46      | 14     |
| Арсенал           | 2002/03           | 29      | 4      | 7       | 1      | 5       | 2      | 41      | 7      |
| Арсенал           | 2003/04           | 28      | 4      | 4       | 1      | 6       | 0      | 38      | 5      |
| Арсенал           | 2004/05           | 29      | 8      | 5       | 0      | 4       | 0      | 38      | 8      |
| Арсенал           | 2005/06           | 24      | 2      | 3       | 0      | 4       | 1      | 31      | 3      |
| Арсенал           | Укупно            | 315     | 87     | 61      | 20     | 47      | 13     | 423     | 120    |
| Укупно у каријери | Укупно у каријери | 552     | 201    | 98      | 39     | 91      | 32     | 741     | 272    |

†Укључује наступе у: купу Холандије, купу Италије, Енглеском Лига купу и ФА купу. Утакмице Супер купова нису урачунате. 

### Репрезентација
| Холандија | Холандија | Холандија |
| Година    | Наступа   | Голова    |
| --------- | --------- | --------- |
| 1990      | 4         | 3         |
| 1991.     | 5         | 2         |
| 1992.     | 11        | 7         |
| 1993.     | 6         | 4         |
| 1994.     | 11        | 6         |
| 1995.     | 5         | 1         |
| 1996.     | 10        | 6         |
| 1997.     | 5         | 4         |
| 1998.     | 9         | 3         |
| 1999.     | 5         | 1         |
| 2000.     | 8         | 0         |
| Укупно    | 79        | 37        |